# Albigeois (pays)
Pour les articles homonymes, voir Albigeois.
L'Albigeois est une région naturelle de France située à l'est du Bassin aquitain, dans le département du Tarn. Elle ne doit pas être confondue avec l'ancienne vicomté d'Albi également appelée Albigeois.

## Géographie

### Situation
La région naturelle de l’Albigeois correspond aux environs de la ville d’Albi.

- Au sud, entre Giroussens et Réalmont, elle est séparée du Castrais par la rivière Dadou. Elle est également limitrophe du Lauragais (Vaurais) sur quelques kilomètres.
- Au nord et à l’est elle est bordée par le Ségala.  La limite entre les deux régions se trouve à une dizaine de kilomètres au sud-est de la rivière de L'assou puis à l’est de Saint-Juéry, à Carmaux et au nord de Cordes-sur-Ciel.
- À l’ouest, la limite avec le Gaillacois se situe sur une courbe allant de Cordes-sur-ciel à la confluence du Dadou avec l’Agout et passant par Noailles, Labastide-de-Lévis, Marssac-sur-Tarn et Giroussens[1].

### Topographie
La région se compose de plateaux entrecoupés de larges  vallées.

### Hydrographie
- Cérou
- Vère
- Tarn
- Agout
  - Dadou
    - L'assou

### Villes et villages
- Albi
- Arthès
- Busque
- Cagnac-les-Mines
- Castanet
- Bernac
- Castelnau-de-Lévis
- Cordes-sur-Ciel
- Dénat
- Fréjairolles
- Giroussens
- Graulhet
- Labessière-Candeil
- Labastide-de-Lévis
- Lescure-d'Albigeois
- Livers-Cazelles
- Marssac-sur-Tarn
- Lombers
- Monesties
- Noailles
- Peyrole
- Poulan-Pouzols
- Puybegon
- Puygouzon
- Réalmont
- Saint-Juéry
- Saussenac
- Valderiès

## Histoire
L'histoire du Pays d'Albigeois se confond avec celui de la vicomté d'Albi dont elle est le cœur historique puis avec celle du département du Tarn.